# 荒池公園
荒池公園（あらいけこうえん）は、福島県郡山市にある公園。

## 概要
1662年、かんがい用池として築造。公園にある池の荒池の水は当時、農業用水などで周辺で主に利用されていた。
安積疏水の完成や周辺が住宅地となったことから用水としての役割は薄くなったが、現在も池は残っており、周りは公園として整備されている。荒池を含む公園は農村公園に指定され、その周辺（中央児童公園、荒池公園、荒池西公園）は街区公園に位置づけされている。公園面積は荒池農村公園55,000.0㎡、中央児童公園2,000.0㎡、荒池公園5,500.0㎡、荒池西公園8,200.0㎡である。

## 歴史
1615年、現在の酒蓋から荒池にかけての場所にかんがい用の池が築造される。1662年にはこれが二つに分けられ、荒池、酒蓋となったと伝えられる。
1955年10月、郡山うねめまつりの前身である「采女まつり」が公園内で開催され、20艘のもの燈籠船や龍頭を装飾した屋形船が池に浮かべられ、采女や官女、巫女を載せて池を一巡した。この祭りは1962年まで開催された。
2011年の福島第一原子力発電所事故では、放出された放射性物質が公園内に集まり、一時期は空間放射線量が1時間あたりの4.4マイクロシーベルトという高い数値を記録してマスコミにも取り上げられたが、その後の除染により0.2マイクロシーベルト程度まで低下し、一部で行われていた立ち入りの制限も解除された。

## 伝説
郡山地域の伝説で源義家に滅ぼされたと伝わる虎丸長者が、この池で舟遊びをしたと伝わる。

## 施設
園内にはソメイヨシノが多数植えられ、桜の名所として親しまれている他、様々な花を楽しむことができる。また、池の周りには遊歩道が設けられて散策できるようになっている他、以下のような施設がある。
- 彫刻『そよ風に吹かれて』 - 湯川隆 作
- 彫刻『遊ぶ』 - 三坂耿一郎 作
- 遊具 - 鉄棒、ブランコ、すべり台等
- あずまや
- トイレ

## 所在地・アクセス

### 所在地
- 荒池農村公園：福島県郡山市池ノ台33-2[1]
- 荒池西公園：福島県郡山市池ノ台203[1]
- 中央児童公園：福島県郡山市愛宕町135[1]
- 荒池公園：福島県郡山市愛宕町133[1]

### アクセス
- JR東北本線郡山駅11番バス乗り場よりバス三中経由菜根三丁目行きで荒池下車、またはコスモス循環池の台先回りで郡山図書館下車、徒歩4分。
- 郡山ICより車で15分、駐車場6台分あり（高齢者及び身障者用）[8]。

## 周辺
- 文化通り
- 郡山市中央図書館
- 郡山市郡山公会堂
- 郡山市中央公民館・勤労青少年ホーム
- 福島中央テレビ
- 郡山市民文化センター
- ヨークベニマル堤下店

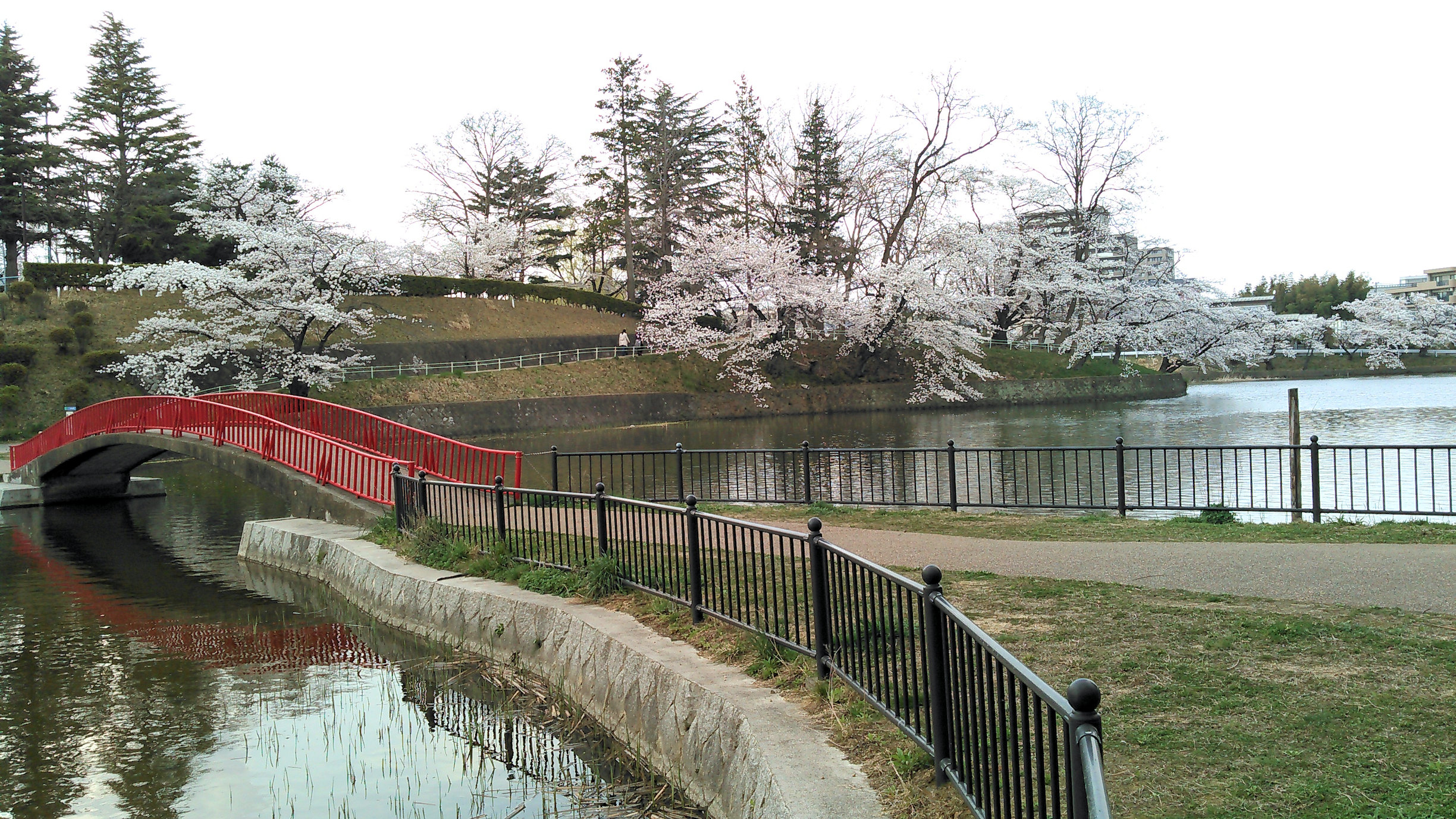
酒蓋公園

- 郡山療養温泉あさかの湯 - ホテルC&I内、飲泉も可、日帰り入浴対応
- 旧後藤家住宅 - 古民家を利用した料理店 和一席 成庵
- 安積野菓子処 平田屋 荒池公園前店
- 酒蓋公園 - 荒池西公園の西方に位置する公園。約350本の桜。